# Митарство
Митарство (мъчнотия, спънка, пречка, препятствие; митнически пост, на английски: aerial tollhouse) е представа за прехода на душата към отвъдното след смъртта. В православната църква се свързва най-вече с апокрифа „Митарствата на блажена Теодора“, където се описват изпитанията на грешната душа, която преминава през различните (20 на брой, в някои местни традиции и повече) митарства, където бива изпитвана за различни грехове, извършени приживе. В тази представа демоните претендират за душата, като посочват нейните грехове, а ангелите са нейни застъпници, като напомнят на демоните за добрите дела и добродетелите ѝ.
Стенопис с 20-те митарства има на една от външните стени на храма в Рилския манастир.
Темата за митарствата се появява в различни съчинения на светите отци, но въпреки това не се възприема еднозначно в богословието на Православната църква. Някои богослови откриват в учението за митарствата препратки към гностицизма и окултизма и го считат за несъвместимо с православното богословие.
Други православни богослови, като архимандрит Серафим Алексиев, защитават учението за митарствата и пишат в книгите си (виж „Беседи за живота след живота“, в раздела за частния съд на душата до 40-тия ден след смъртта), че то е истина и с нищо не противоречи на православието. Също така йеромонах Серафим Роуз в книгата си „Душата след смъртта“ обяснява подробно за митарствата, като потвърждава истинността на учението и го обяснява най-подробно.